# Tammerfors pappersbruk
Tammerfors pappersbruk, från 1832 J.C. Frenckell & Son var ett lumppappersbruk som låg på västra sidan av Tammerfors ström.
Pappersbruket i den nybildade staden Tammerfors saknade sedvanligt formellt tillstånd men tomten där det grundades avsynades av myndigheterna 1785, vilket bekräftades fyra år senare av kommerskollegiet i Stockholm. Initiativtagare var den från Kronoby inflyttade fabrikören Abraham Häggman. Dennes främsta intresse i platsen var ett kopparslageri som kompletterades med flera olika industriella verksamheter. År 1798 sålde Häggman en tredjedel av pappersbruket till sin svärsons bror Israel Sarlin. En granne vid forsen, apotekare Johan Henric Långhjelm, lyckades 1805 få privilegium på ett eget pappersbruk men planen förverkligades inte. Godsägaren på Hatanpää gård Lars Gustaf Lefrén, som hade tomten norrom Långhjelms, köpte 1807 Långhjelms tomt med privilegierad rätt att anlägga ett pappersbruk. Följande år köpte han också Häggmans tomt med dess befintliga pappersbruk.
Så snart freden hade slutits år 1809 satte Lefrén igång med att utveckla verksamheten i pappersbruket, från 9 arbetare år 1810 till 50 år 1819 och producerade lika mycket papper som de andra pappersbruken i Finland tillsammans. Efter Lefréns död 1825 drevs pappersbruket av hans änka Catharina till år 1832. Hon lät 1830 utföra en värdering av pappersbrukets byggnader och lösöre. Av den framgår att man hade kapacitet att tillverka tryck-, möss-, bibel-, kardus-, senats-, förhydnings-, makulatur- och presspapper. Anläggningen hade fyra vattenhjul som vart och ett drev en holländare. Fabrikstomtens byggnader var ett valshus (byggt 1809), två hammarhus (1818), ett bostadshus och vedmagasin (1818), ett lumpmagasin (1820), en packkammare (1822), en våtverkstad och en linkammare (1826) samt ett pappersmagasin (1827).
År 1832 sålde Catharina Lefrén pappersbruket till boktryckaren i Helsingfors Johan Christoffer Frenckell som hade varit en stor kund redan tidigare. Pappersbruket fick då namnet J.C. Frenckell & Son. Under Frenckells tid moderniserades bruket på många sätt. Som en följd av utländsk konkurrens skaffade brukets disponent och Frenckells son Frans Wilhelm, senare von Frenckell, från firma Tidcombe & Strudwick i England Finlands första pappersmaskin. Tammerfors torde ha slutat som handpappersbruk ungefär år 1860.  Lump användes som råmaterial ända till år 1918. Maskinbruket fortsatte till år 1929 då det nedlades.